# Rovers FC (Guam)
Rovers Club International (Rovers FC) là một câu lạc bộ bóng đá nghiệp dư tương đối mới của Guam, Quần đảo Marianas. Rovers FC thi đấu ở Division 1 của Budweiser Guam Mens Soccer League (BGMSL), giải đấu bóng đá cấp độ cao nhất của đảo.  Rovers FC cũng bao gồm đội hình Division 2 và Masters (40+) và cả đội hình nữ (Lady Rovers) cùng với chương trình mở rộng đội trẻ.
Guam là một lãnh thổ của Hoa Kỳ, nhưng là một hiệp hội bóng đá độc lập dưới quyền FIFA và tham gia vào Liên đoàn bóng đá châu Á (AFC). Hiệp hội bóng đá Guam (GFA) được điều hành bởi chủ tịch Mr. Richard K. Lai. Chủ tịch của câu lạc bộ là Mr. Pedro Walls.
Rovers FC được thành lập năm 2009 thông qua lợi ích và tầm nhìn chung của bốn cầu thủ bóng đá lão làng nghiệp dư đam mê, những người cam kết sẽ bắt tay vào sự phát triển của một câu lạc bộ bóng đá chuyên nghiệp để thách thức các câu lạc bộ thống trị lịch sử của hòn đảo.  Đội bóng lão làng (40+) thành lập nên câu lạc bộ và ngay lập tức thu được thành công ở mùa giải 2009–10 và nhiều kết quả tốt đẹp trong chuyến du đấu đến Saipan ở Quần đảo Bắc Mariana và Hong Kong.  Kế hoạch phát triển câu lạc bộ được vun đắp trong suốt nhiều chuyến du đấu giao hữu nước ngoài. Năm 2010, đội bóng Rovers FC Division 2 được thành lập ở Guam Football Association Men’s League.  Sau khi kết thúc ở vị trí thứ nhất, thứ hai rồi lại thứ nhất, một quyết định được đưa ra vào năm 2013 để cuối cùng đội bóng được tham gia cấp độ cao nhất thông qua sự phát triển của đội hình Division 1. Đây là liên kết đến bảng xếp hạng hiện tại của GFA Men's Divisions I Lưu trữ ngày 28 tháng 1 năm 2016 tại Wayback Machine.
Phương pháp tiếp cận từ dưới lên này đã thành công và Rovers FC D1 giành được "cú đúp" khi kết thúc với chức vô địch trong mùa giải đầu tiên ở BGMSL và vô địch Cúp bóng đá Guam năm 2014.  Đội hình Rovers  FC D1 lại trở thành đội vô địch Division 1 và giành quyền tham gia các giải đấu khu vực AFC như Cúp Chủ tịch AFC (Giải bóng đá vô địch các câu lạc bộ châu Á cho "các quốc gia mới nổi") và bây giờ là Vòng loại Playoff Cúp AFC đã thay thế Cúp Chủ tịch AFC (Cúp AFC 2016).  Sự phát triển của câu lạc bộ đã làm gương cho đội tuyển quốc gia khi Đội tuyển quốc gia Guam thay đổi thứ hạng trong Bảng xếp hạng FIFA từ 201 lên 146 trong vòng 5 năm.

## Giải đấu quốc tế
Trong nhiều đợt, Rovers FC di chuyển đến Hong Kong và Saipan với kế hoạch tương lại sẽ đến Philippines, Nhật Bản, Hàn Quốc, Đài Loan và các địa điểm khác.  
Rovers FC cũng có kế hoạch để tiếp tục nhảy vọt đến các giải đấu mới ở khu vực khi trở thành đội bóng Guam đầu tiên tham gia vào một giải đấu AFC, Vòng loại Playoff Cúp AFC. Ở Vòng loại Playoff Cúp AFC 2017, Rovers FC đá với Dordoi FC, đội vô địch của Giải vô địch quốc gia Kyrgyzstan, và Benfica de Macau, đội vô địch của Giải vô địch quốc gia Macau.
Rovers FC có lịch sử khi tổ chức nhiều giải đấu khác nhau nơi các đội bóng nước ngoài đến Guam thi đấu. Các đội bóng hầu hết từ Nhật Bản và Saipan đến Guam để thi đấu trong những giải đấu đặc biệt cuối tuần. Có kế hoạch trong tương lai những giải đấu kiểu này sẽ trở nên thường xuyên với các đội khách từ Hàn Quốc, Trung Quốc, Hong Kong, Đài Loan và Philippines cũng như Nhật Bản và Saipan. Rovers FC cũng đạt được danh tiếng như là một câu lạc bộ chủ nhà vượt trội và sẽ tiếp tục nâng cao những sự kiện này để củng cố danh tiếng.

## Thành tích
- Giải bóng đá vô địch quốc gia Guam

2013–14, 2014–15, 2015–16, 2016-17, 2017-18, 2018-19
- Cúp bóng đá Guam

2014, 2016

## Đội hình hiện tại
Đội hình hiện tại (Division 1)
Ghi chú: Quốc kỳ chỉ đội tuyển quốc gia được xác định rõ trong điều lệ tư cách FIFA. Các cầu thủ có thể giữ hơn một quốc tịch ngoài FIFA.
| Số | VT | Quốc gia | Cầu thủ                     |
| -- | -- | -------- | --------------------------- |
| 1  | TM | Guam     | David Drews                 |
| 2  | HV | Guam     | FJ Chargualaf               |
| 3  | TV | Guam     | Jonahan Romero              |
| 5  | TV | Guam     | Natsuki Recella             |
| 7  | TĐ | Guam     | Ian Mariano                 |
| 8  | TV | Guam     | Logan Dillenburger          |
| 9  | TV | Guam     | Jan Flores                  |
| 10 | TV | Guam     | Jason Cunliffe (đội trưởng) |
| 11 | TĐ | Guam     | Ashton Surber               |

| Số | VT | Quốc gia | Cầu thủ           |
| -- | -- | -------- | ----------------- |
| 13 | TV | Guam     | Eddie Lee Lorenzo |
| 21 | HV | Guam     | Takumi Ito        |
| 22 | HV | Guam     | Joey Crisostomo   |
| 22 | HV | Guam     | Evan Sandilands   |
| 27 | TV | Guam     | Devan Mendiola    |
| 31 | TM | Guam     | Taka Ward         |
| 93 | TV | Guam     | Nathan Sablan     |

## Nhân viên câu lạc bộ
- Richard Hawes
- Joel Sablan
- Pedro Walls
- Saied Safa
- Craig Wade